# 佐藤琢磨
佐藤琢磨（Takuma Sato）（1977年1月28日—），是一名日本赛车手，目前在美国印第賽車系列賽的戴尔·科恩车队效力。
他曾在2017年及2020年两次获得印第安纳波利斯500冠军，是首位在印第500比赛上获胜的亚洲车手及日本车手，也是印第500史上第20位获胜次数多于一次的车手。2013年长滩站上，佐藤取得印第赛车生涯首个分站冠军，他也因此成为首位在印第赛场取得分站冠军的日本车手。
2002年至2008年期间，佐藤曾作为一级方程式赛车车手参加比赛，先后效力于乔丹车队、英美车队和超級亞久里車隊，并在2004年美国大奖赛上登上领奖台。而他在2004年F1车手积分榜上取得的第8名则是日本车手在F1赛场取得的最高年终排名。
佐藤因其对赛车驾驶风格的座右铭“没有攻击，就没有机会”而在粉丝和媒体中广为人知 。

## 早期生涯
佐藤出生在日本东京都新宿,，19岁时开始参与日本的卡丁车比赛。
1997年，他赢得日本全国卡丁车大奖赛冠军，获得本田铃鹿赛车学校奖学金；此后他于1998年再次获得日本F3大奖赛专业组冠军，之后凭借本田提供的支持前往欧洲参赛。同样在1998年，他首次在欧洲代表钻石车队（Diamond Racing）参加沃克斯豪尔初级方程式（Vauxhall Junior）以及欧宝方程式（Formula Opel）比赛，并在1999年开始参与英国三级方程式锦标赛B组比赛。
2000年，佐藤代表卡林车队参加英国三级方程式锦标赛顶级组别的比赛，并取得4场胜利，最终在积分榜排名第三位。次年，他在英国三级方程式全赛季13场比赛中12次取胜，以统治性优势赢得当年度车手冠军，这也是日本车手首次在英国三级方程式比赛上取得车手总冠军。
同样在2001年，他在澳门大奖赛及三级方程式大师赛上分别取得胜利，而本田的支持也让佐藤得到了F1车队的试车机会。

## 一级方程式生涯（2001-2008）

### 测试车手（2001）
2001年，佐藤琢磨担任英美车队试车手，并在当年9月代表车队在意大利穆杰罗赛道完成了首次驾驶F1的测试工作。

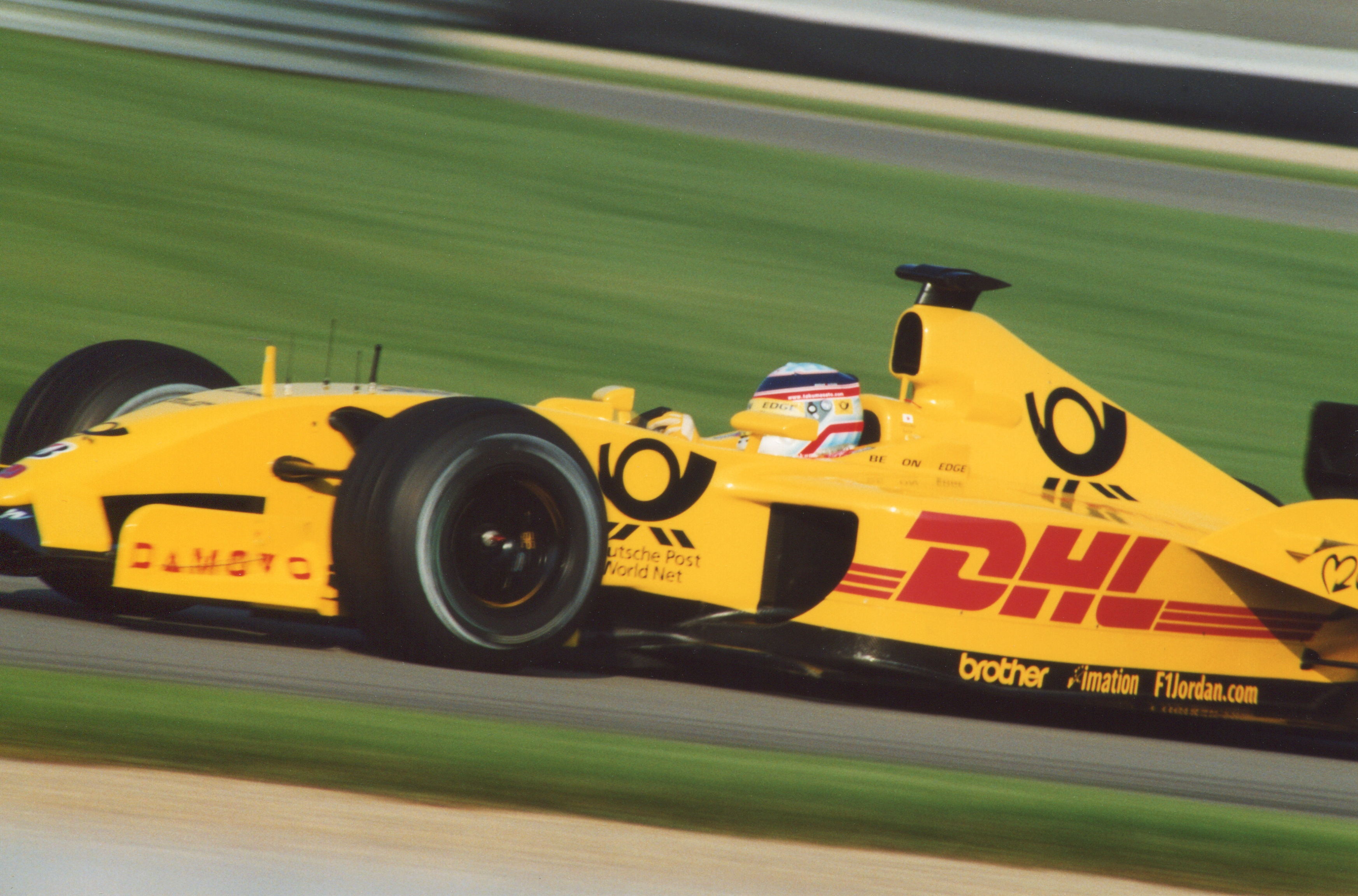
2002年美国站上驾驶乔丹车队赛车的佐藤

### 乔丹车队（2002）
2002年，在本田的支持下，佐藤琢磨成为使用本田引擎的乔丹车队正式车手，并在该赛季与詹卡洛·费斯切拉搭档。该赛季车队对佐藤琢磨表现出极大的期望，而他在比赛中的速度及狂野的驾驶风格使他吸引到许多关注，但他却整体表现不佳，并在奥地利站迎来了该年度的低谷：该站比赛之中，索伯车队车手尼克·海费尔德的赛车失控，随后海费尔德的赛车撞击到佐藤驾驶的乔丹赛车侧面，并在佐藤赛车的驾驶舱侧面撞出一个大洞。
最终佐藤在赛季收官战，同时也是自己的主场比赛日本站上以第5完赛，取得2个积分，这是佐藤F1生涯的首个积分，也是该赛季唯一一次在积分区内完赛。

### 英美车队（2003-2005）

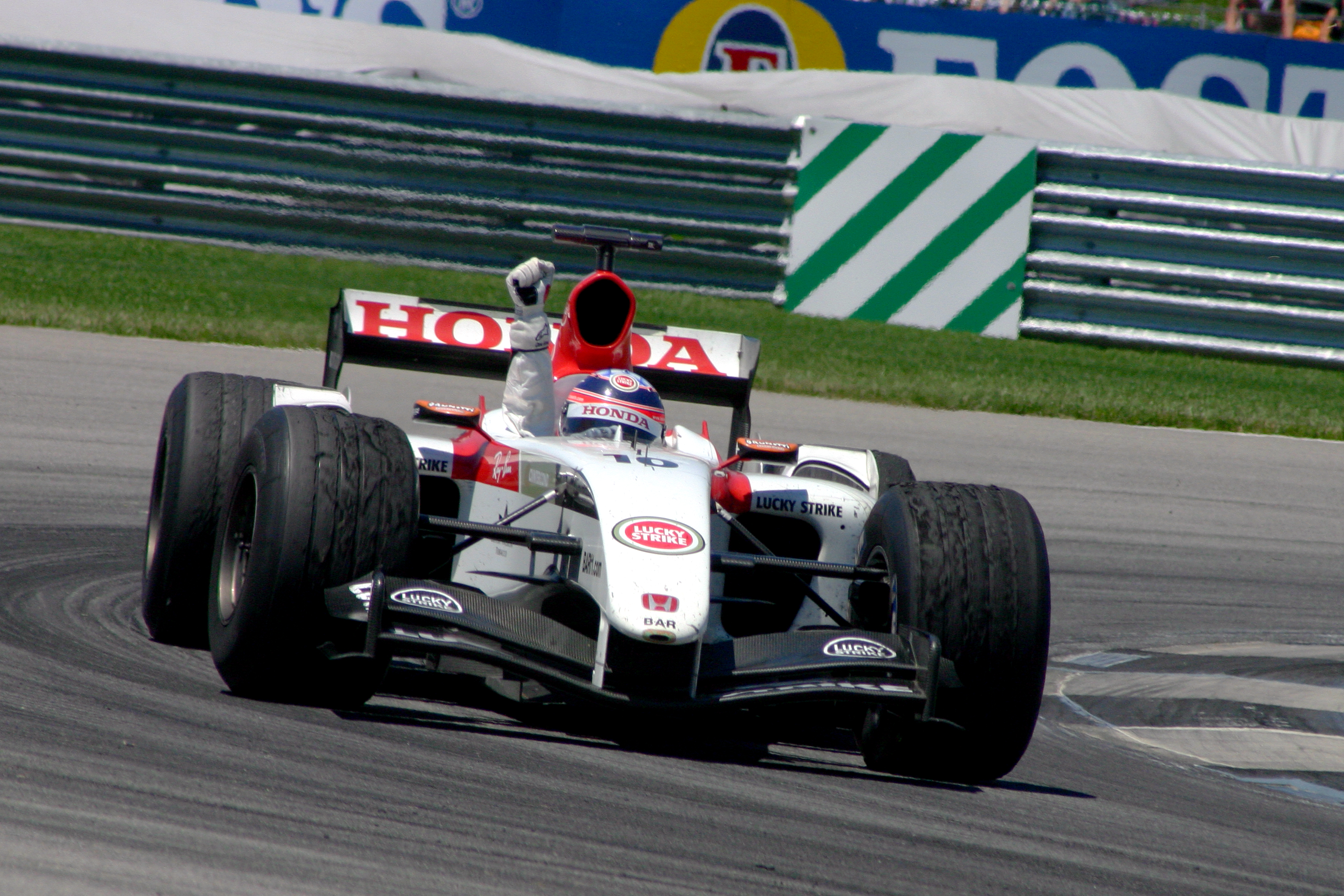
2004年美国大奖赛后庆祝登上领奖台的佐藤

由于本田将自身的资源及研发精力全部放在提供原厂引擎的英美车队，同时不再为乔丹车队提供原厂引擎，佐藤于2002赛季后离开乔丹车队，转投英美车队并与其签下三年合约。2003赛季，他主要作为试车手为英美车队测试，并在当赛季收官战日本站上取代雅克·维伦纽夫参加正赛，最终他在与迈克尔·舒马赫的激烈争夺后以第6名完赛，这是他首次代表英美车队取得积分，也是他第二次在F1正赛中获得积分，最终他凭借收官战取得的3分，在年度车手积分榜上排名第18位。
2003年10月7日，英美车队宣布佐藤将在2004赛季正式搭档简森·巴顿，取代维伦纽夫成为车队正式车手，这是他时隔一年后再次成为F1正式车手。该赛季佐藤四次在排位赛中杀进前五名，更是在2004年欧洲大奖赛排位赛上取得第2名，取得F1生涯首次前排发车，同时也在第一节排位赛取得全场排位赛最快圈速。而在整个赛季中，佐藤继续着自己激进的驾驶风格，最终他在美国站上，依靠车队在安全车下不进站的策略，以及自己大胆的超车动作取得季军。这是佐藤F1生涯中首次登上领奖台，他也成为继1990年日本大奖赛的铃木亚久里之后首位登上F1领奖台的日本车手。由于赛车可靠性问题，该赛季佐藤6次退赛，但他在整个赛季完赛的11场比赛中，共取得9次积分区内完赛，最终他以34个积分位列车手积分榜第8位，这也是日本车手在F1所取得的最高年度排名，同时他也帮助英美车队在车队积分榜上取得亚军。 
2005赛季，佐藤继续搭档巴顿效力英美车队。由于该赛季英美车队的赛车表现乏力，佐藤在赛季中没能取得上一个赛季的良好表现。马来西亚站上他因病缺席，而圣马力诺站上佐藤和巴顿因在去除所有燃料后重量不足而取消比赛资格，随后两位车手又被禁止参赛2场。虽然官方认为英美车队的行为并非有意所为，但佐藤整个赛季没能走出阴影，虽然全赛季的排位赛中他7次获得前十名，但他只在匈牙利站上以第8名完赛，获得该赛季唯一的1个积分。而在2006赛季本田接管英美车队，取得全面控制权后，佐藤未被留用。

### 超级亚久里车队（2006-2008）

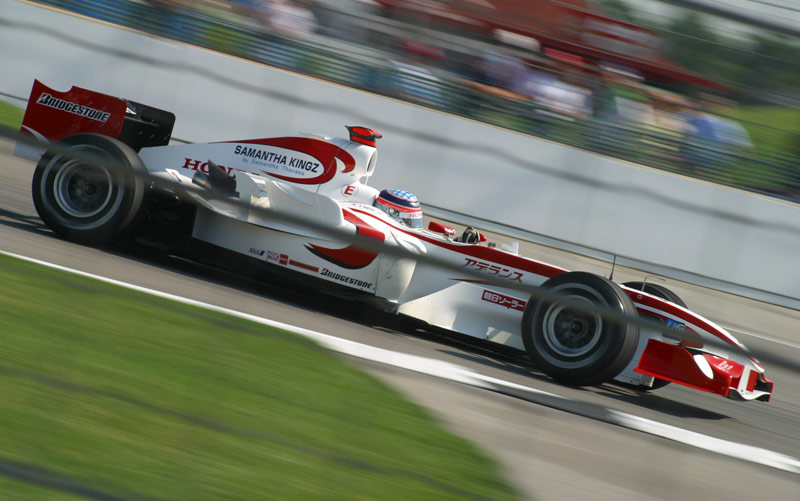
2006年美国大奖赛上代表超级亚久里车队参赛的佐藤

2006赛季，离开英美车队的佐藤加入由前日本F1车手铃木亚久里投资成立的新车队超级亚久里车队，并先后搭档井出有治、弗兰克·蒙塔尼和山本左近出赛该年度赛事。由于超级亚久里车队获得了本田所提供的大量资源支持，因此外界认为新车队实质上是“本田B队”（Honda B-Team），然而由于车队运营资金有限，2006赛季的前半段比赛中超级亚久里车队只能使用由2002赛季的飞箭A23赛车改造而来的“新车”参赛。尽管车队运营条件艰苦，然而佐藤依然展现出自身的专业水准和竞技激情，从而在围场中取得不断提高的声望。德国站后，车队推出了自己的新车超级亚久里SA06，凭借新车的能力，佐藤在比赛中的速度可以超越米德兰车队的两台赛车。虽然该赛季佐藤未能获得积分，但他在赛季收官战巴西站上以第10名完赛，距积分区只差两个位次，甚至完赛名次高于红牛二队和世爵F1车队的赛车。

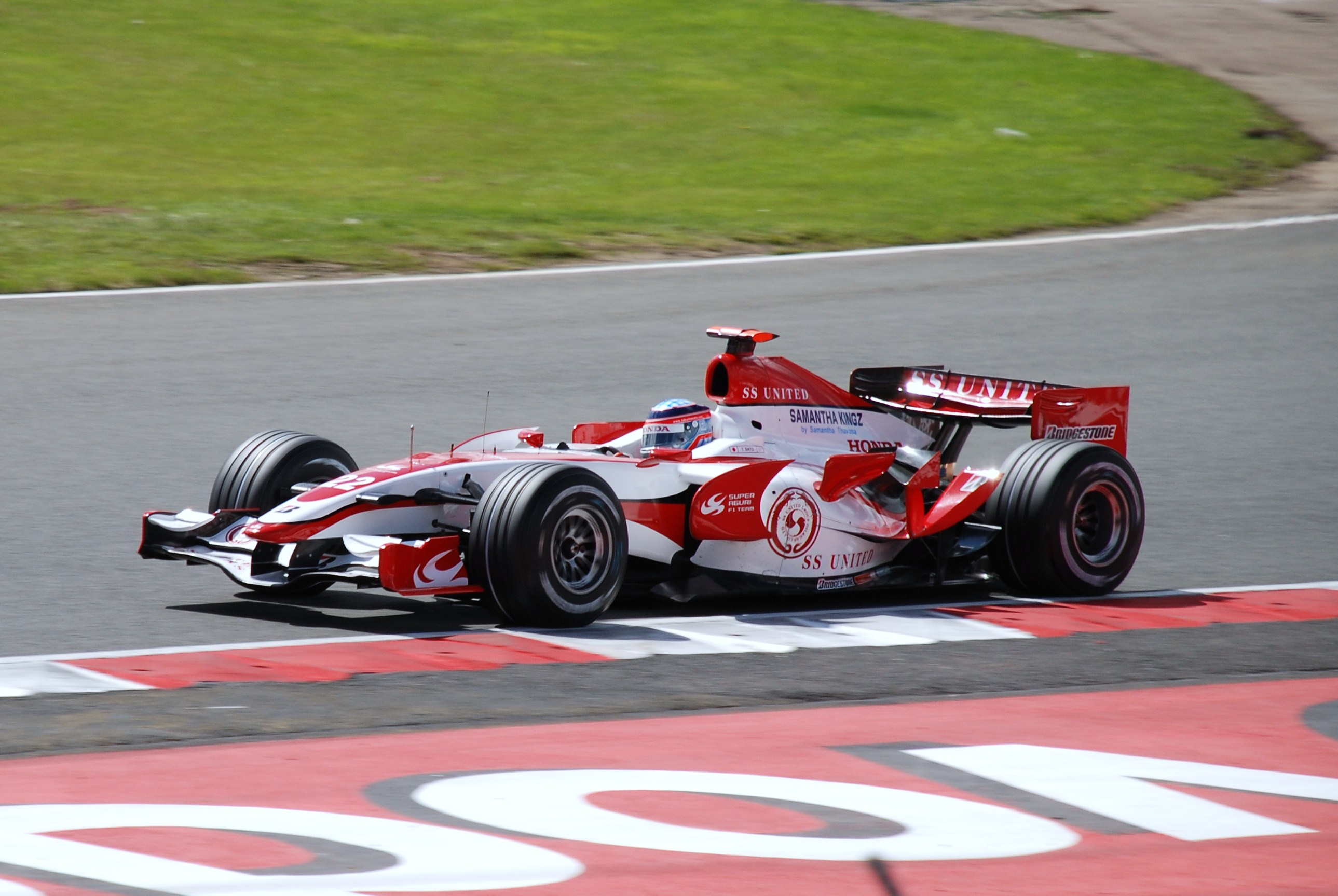
2007年英国站上的佐藤

2007赛季，佐藤继续留在超级亚久里车队，搭档则更换为前本田车队试车手安东尼·戴维森。该年度超级亚久里车队使用由前一年本田车队的RA106赛车改造而来的赛车参赛，赛车表现高于前一赛季；在赛季揭幕战澳洲站上佐藤即驾驶超级亚久里赛车进入第三节排位赛，随后在西班牙站上取得第8名，拿下他代表超级亚久里车队的第一个积分，这也是超级亚久里车队历史上的首个积分。而在加拿大站上，他先是从中段起步，并在超越法拉利车队的基米·莱科宁后一度排名第5位，但进站失误使他一度掉到第11位。随后佐藤在比赛最后15圈上升5个位次，他先是超越了丰田车队的拉尔夫·舒马赫，接着驾驶全场速度末位的超级亚久里赛车，于最后一圈中直线超越驾驶迈凯伦车队赛车的卫冕冠军费尔南多·阿隆索。最终佐藤以第6名完赛，取得3个积分，他在赛道上对阿隆索的超越在取得全场喝彩的同时，也被F1赛车杂志在赛季末评选为全年最佳超车奖。
2008赛季，佐藤与戴维森再次搭档，代表超级亚久里车队参赛，但车队由于在2007年被皮包公司拖欠赞助款，潜在的收购也没能完成，在赛季前即陷入财政危机。最终车队以本田车队2007赛季的赛车RA107作为蓝本，加以改造后设计出超级亚久里SA08A赛车。该赛车在赛季揭幕战澳洲站的周五练习赛前才刚刚运抵墨尔本，但正赛中佐藤由于赛车变速箱故障被迫退赛，失去了潜在的得分机会；接下来的三场比赛之中，佐藤最高的完赛名次是西班牙站的第13名。而在西班牙站后，随着超级亚久里车队因财务危机决定整体退出剩余大奖赛，佐藤也因此暂别F1围场。至此，超级亚久里车队自成立以来取得的所有4个积分，均为佐藤琢磨在2007赛季所贡献。
其後在2008年9月，佐藤首次在西班牙赫雷斯赛道為紅牛二隊進行試車，而在同年11月和12月，他又分别在西班牙加泰罗尼亚赛道和赫雷斯赛道先后两次代表红牛二队试车，其中在11月的试车中，佐藤在测试首日创下了最快圈速，又在测试第二日排名第二位。而在三次测试结束后，佐藤也表达了希望为红牛二队出赛2009赛季比赛的意愿。
佐藤在2008赛季末曾作为红牛二队的候选正赛车手之一，以替代将在2009赛季晋升至红牛车队的塞巴斯蒂安·维特尔，而佐藤的竞争对手包括2008赛季为紅牛二隊出赛的法國車手塞巴斯蒂安·布爾代以及红牛车队测试和后备车手塞巴斯蒂安·布埃米，佐藤在测试中的圈速也快过两个竞争对手，但红牛二队最终选择留用布尔代，这一决定让佐藤的赛车经理安德鲁·吉尔伯特·斯科特感到“极度失望”，而佐藤也在感谢车迷的支持后，表示出继续留在高水平赛车赛事的愿望，并希望未来有机会可以回到F1围场。隨後，紅牛计划留用佐藤作为红牛车队及红牛二队的测試車手，而在2009年3月的谈判后，佐藤婉拒了红牛的邀约。

## 印第赛车生涯（2010-今）

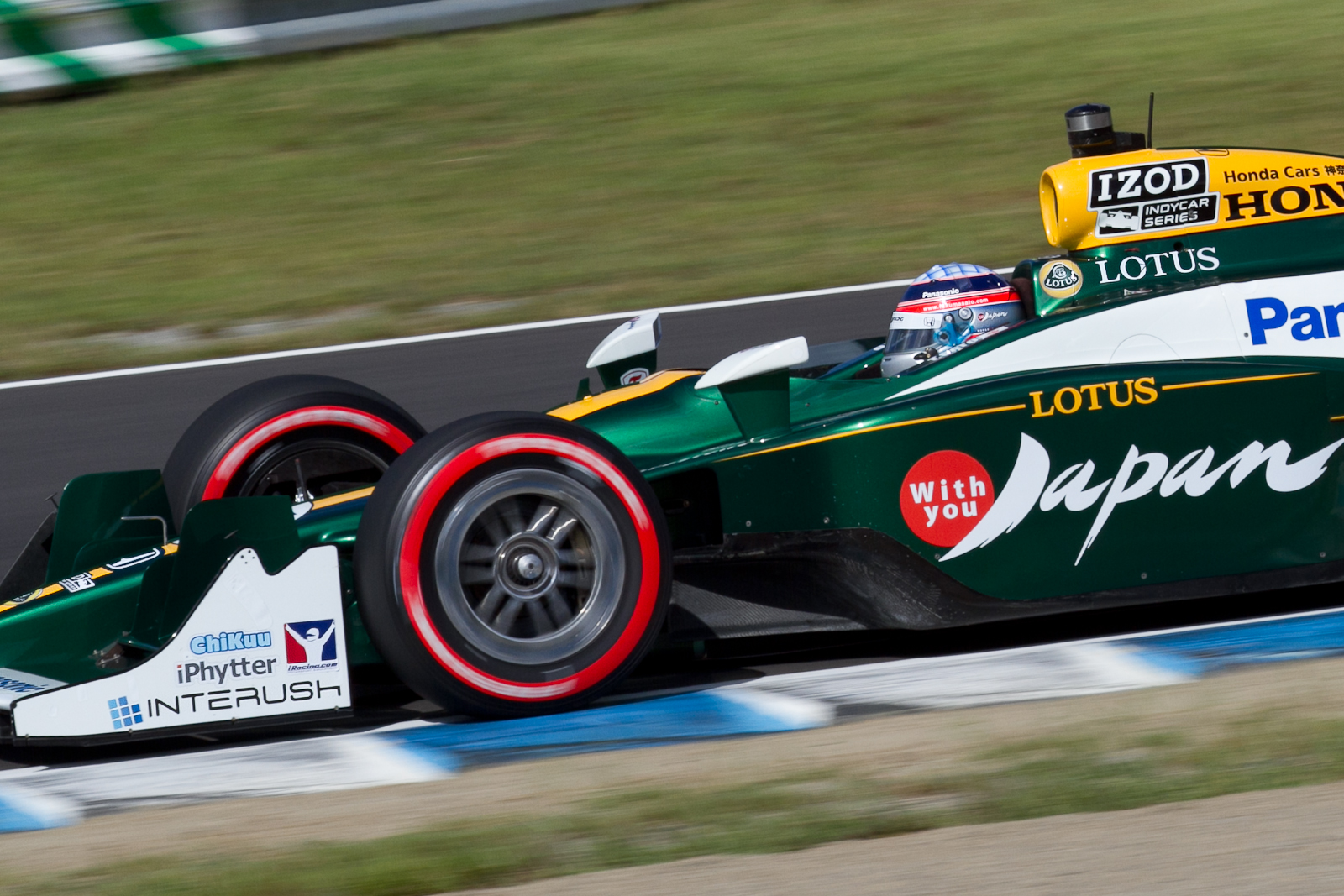
为KV车队在2011年印第赛车日本站出赛的佐藤

2009年5月，失去F1席位的佐藤琢磨来到印第安纳波利斯500的赛事围场观看比赛；2010年3月，佐藤与KV車隊签约，并駕駛5號莲花汽车涂装賽車参加印第赛车全赛季比赛，最终排名该年度第21名。2011年，佐藤琢磨再次與KV蓮花車隊合作，驾驶5号赛车参加2011年IndyCar系列賽事，相较前一年成绩更进一步，取得两次杆位并且两次在前五名完赛，最终在年度车手积分榜排名第13位。
2012年，佐藤转投拉哈尔·莱特曼·拉尼根车队，并驾驶车队15号赛车继续参加IndyCar赛事。该年度比赛中，他先在圣保罗站上取得季军，成为首位在印第系列赛登上领奖台的亚洲车手，也是第一位在F1和印第赛车同时有过领奖台登台记录的亚洲车手，又在埃德蒙顿站比赛上取得一次亚军；但在该年度的印第安纳波利斯500赛事中，佐藤一度排名全场第二位，却在最后一圈试图对排名全场第一位的达里奥·弗朗奇蒂发起攻击未果后发生侧滑及碰撞。最终佐藤虽然未能取得比赛胜利，但凭借其凶悍的驾驶风格赢得了车迷的尊重。该年度佐藤凭借两次领奖台登台，在车手积分榜上排名第14名。

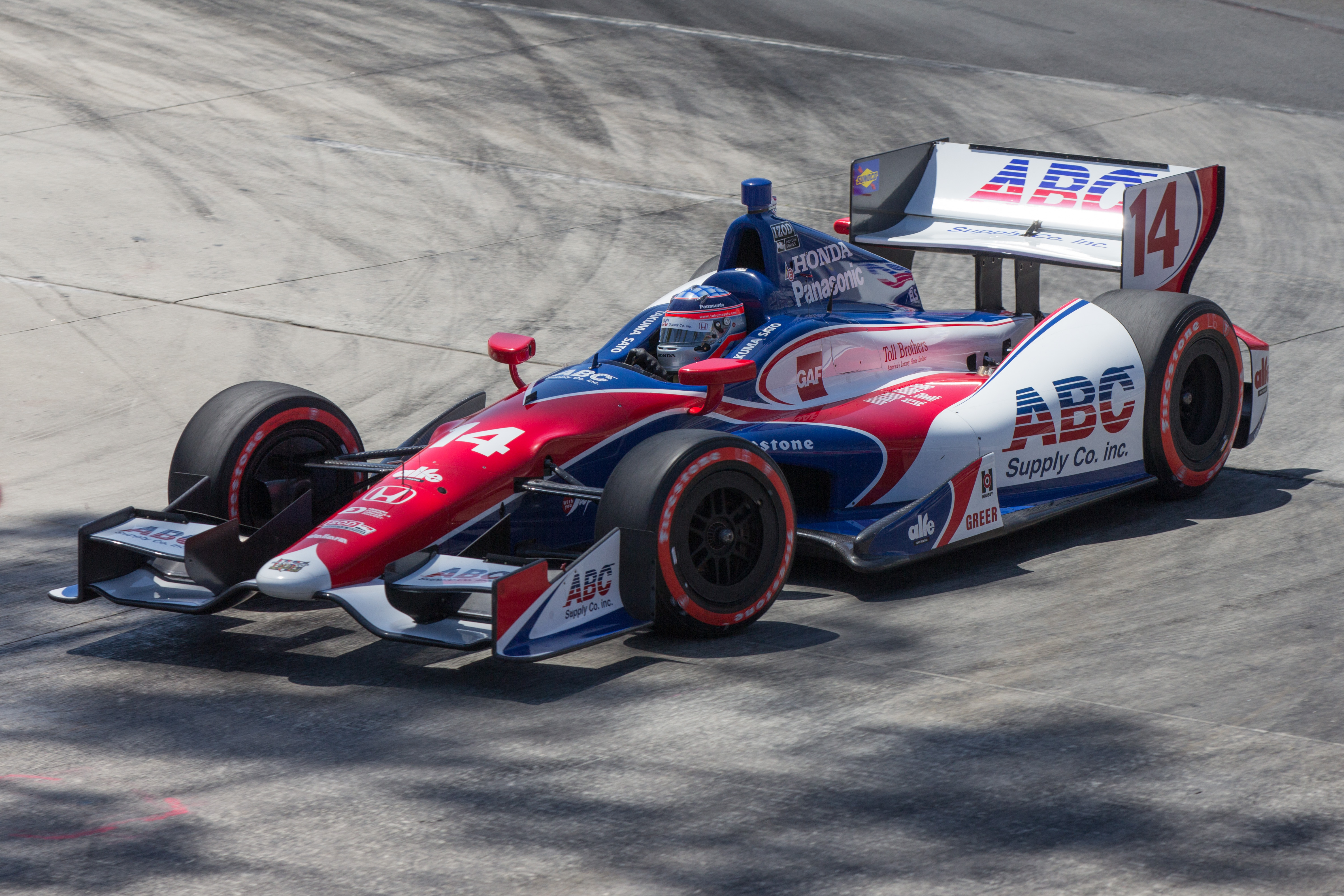
2013年长滩大奖赛上驾驶A.J.福伊特车队赛车的佐藤，该场比赛上他取得自己在印第赛场的首胜

2013年，佐藤离开拉哈尔·莱特曼·拉尼根车队，转投A.J.福伊特车队并取代迈克·康维驾驶14号赛车。在该赛季第三站长滩大奖赛的比赛中，佐藤在自己的第52场IndyCar比赛中取得了在印第赛场的首场胜利，他也成为首位在印第赛车获胜的日本车手。此后佐藤继续为A.J.福伊特车队效力至2016赛季结束，共在四个赛季之中取得6次前5名完赛，3次领奖台登台，2个最快圈速及2个杆位。

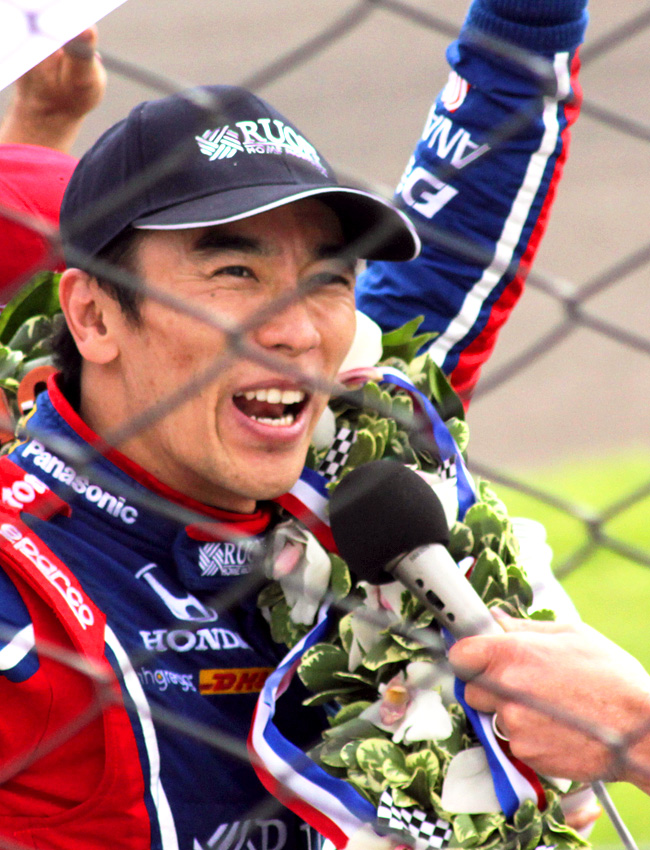
2017年印地500获胜后的佐藤

2017年，佐藤琢磨离开了效力四个赛季的A.J.福伊特车队，转投印第赛事班霸安德莱蒂车队。该年度的印地500赛事上，佐藤获得全场冠军并取得比赛最快圈速，成为首位在印地500比赛上获胜的亚洲车手及日本车手。随后的比赛中他又取得2次杆位，全赛季在除印地500的比赛之外取得3次前5名完赛，最终以441分排名年度第8位。
2018赛季前，由于安德莱蒂车队的引擎供应商可能由本田转换为雪佛兰，佐藤离开安德莱蒂车队，转而回归拉哈尔·莱特曼·拉尼根车队驾驶30号赛车。此后的5个赛季中，他代表拉哈尔·莱特曼·拉尼根车队共取得4场胜利，其中包括2020年印地500冠军（这也是佐藤第二次在印地500赛事获胜）。此外，他还在5个赛季中取得3次杆位，3次最快圈速，8次登上领奖台，并在2020赛季取得印第赛车生涯最高的车手积分榜名次第7名。
2021年10月，拉哈尔·莱特曼·拉尼根车队宣布佐藤琢磨将在赛季后离队，随后车队宣布丹麦车手克里斯蒂安·伦加德将填补佐藤离队后的席位。同年12月，戴尔·科恩车队宣布，佐藤琢磨将从2022赛季起加盟车队并驾驶与里克·韦尔车队合作的51号赛车，以替代离队加盟安德莱蒂车队的罗曼·格罗斯让。

## 其它赛事

### 日本方程式 / 超级方程式
2012年6月，无限车队宣布佐藤将随车队参加2012年日本方程式赛季的最后三场比赛 。之后的2013赛季，佐藤再次代表无限车队参加更名后的超级方程式首赛季揭幕战，随后又再次在该赛季末代表无限车队出战最后三场比赛，并在收官战上取得第8名，这也是佐藤在该项赛事唯一一次取得积分。

### 电动方程式
2013年11月，佐藤成为电动方程式官方测试及发展车手。而在2014年9月举办的电动方程式史上首场比赛北京电动大奖赛上，佐藤临时加盟由前超级亚久里车队领队铃木亚久里所成立的亚久里车队出赛，以替代与其它赛事有时间冲突无法参赛的车队正式车手安東尼奧·費利克斯·達·科斯塔 。由于在比赛中取得最快圈速，佐藤取得2分，但他却因机械故障在比赛中途退赛。
由于该场比赛是佐藤参加的唯一一场电动方程式比赛，他成为电动方程式历史上唯一一位在参加的所有比赛中都取得最快圈速记录的车手。

## 个人生活
佐藤琢磨与妻子育有1子1女，目前居住在美国印第安那州卡梅尔市。他在高中时曾是全国自行车冠军，并且如今仍然将骑行作为体能训练的一部分使用。

## 一级方程式分站成績
| 赛季 | 车队           | 底盘            | 引擎                | 1       | 2     | 3        | 4      | 5      | 6      | 7      | 8      | 9      | 10     | 11     | 12     | 13    | 14     | 15    | 16     | 17    | 18     | 19     | 排名 | 积分 |
| ---- | -------------- | --------------- | ------------------- | ------- | ----- | -------- | ------ | ------ | ------ | ------ | ------ | ------ | ------ | ------ | ------ | ----- | ------ | ----- | ------ | ----- | ------ | ------ | ---- | ---- |
| 2002 | DHL喬丹車隊    | 喬丹EJ12        | 本田 RA002E 3.0 V10 | 澳 Ret  | 马 9  | 巴 9     | 圣 Ret | 西 Ret | 奥 Ret | 摩 Ret | 加 10  | 欧 16  | 英 Ret | 法 Ret | 德 8   | 匈 10 | 比 11  | 意 12 | 美 11  | 日 5  |        |        | 15   | 2    |
| 2003 | 英美本田车队   | 英美BAR 005     | 本田 RA003E 3.0 V10 | 澳      | 马    | 巴       | 圣     | 西     | 奥     | 摩     | 加     | 欧     | 法     | 英     | 德     | 匈    | 意     | 美    | 日 6   |       |        |        | 18   | 3    |
| 2004 | 英美本田车队   | 英美BAR 006     | 本田 RA004E 3.0 V10 | 澳 9    | 马 15 | 巴林 5   | 圣 16  | 西 5   | 摩 Ret | 欧 Ret | 加 Ret | 美 3   | 法 Ret | 英 11  | 德 8   | 匈 6  | 比 Ret | 意 4  | 中 6   | 日 4  | 巴 6   |        | 8    | 34   |
| 2005 | 英美本田车队   | 英美本田BAR 007 | 本田 RA005E 3.0 V10 | 澳 14   | 马 WD | 巴林 Ret | 圣 DSQ | 西 EX  | 摩 EX  | 欧 12  | 加 Ret | 美 DNS | 法 11  | 英 16  | 德 12  | 匈 8  | 土 9   | 意 16 | 比 Ret | 巴 10 | 日 DSQ | 中 Ret | 23   | 1    |
| 2006 | 超级亚久里车队 | 超级亚久里SA05  | 本田 RA806E 2.4 V8  | 巴林 18 | 马 14 | 澳 12    | 圣 Ret | 欧 Ret | 西 17  | 摩 Ret | 英 17  | 加 15  | 美 Ret | 法 Ret |        |       |        |       |        |       |        |        | 23   | 0    |
| 2006 | 超级亚久里车队 | 超级亚久里 SA06 | 本田 RA806E 2.4 V8  |         |       |          |        |        |        |        |        |        |        |        | 德 Ret | 匈 13 | 土 NC  | 意 16 | 中 DSQ | 日 15 | 巴 10  |        | 23   | 0    |
| 2007 | 超级亚久里车队 | 超级亚久里SA07  | 本田 RA807E 2.4 V8  | 澳 12   | 马 13 | 巴林 Ret | 西 8   | 摩 17  | 加 6   | 美 Ret | 法 16  | 英 14  | 欧 Ret | 匈 15  | 土 18  | 意 16 | 比 15  | 日 15 | 中 14  | 巴 12 |        |        | 17   | 4    |
| 2008 | 超级亚久里车队 | 超级亚久里SA08  | 本田 RA808E 2.4 V8  | 澳 Ret  | 马 16 | 巴林 17  | 西 13  | 土     | 摩     | 加     | 法     | 英     | 德     | 匈     | 欧     | 比    | 意     | 新    | 中     | 日    | 巴     |        | 11   | 0    |

| 颜色   | 结果                            |
| ------ | ------------------------------- |
| 金色   | 冠军                            |
| 银色   | 亚军                            |
| 铜色   | 季军                            |
| 绿色   | 得分区                          |
| 蓝色   | 无积分完赛                      |
| 蓝色   | 无成绩完赛（NC）                |
| 紫色   | 未完赛（Ret）                   |
| 红色   | 未获参赛资格（DNQ）             |
| 红色   | 未获排位赛资格（DNPQ）          |
| 黑色   | 取消资格（DSQ）                 |
| 白色   | 未起步（DNS）                   |
| 白色   | 赛事取消（C）                   |
| 淡蓝色 | 只参加了练习赛（PO）            |
| 淡蓝色 | 周五测试车手（TD） －自2003年起 |
| 空白   | 没有参加练习赛（DNP）           |
| 空白   | 禁赛（EX）                      |
| 空白   | 没有到达 (DNA)                  |
| 空白   | 在赛事开始前退出（WD）          |

## 外部連結
- Takuma Sato（页面存档备份，存于）
- Takuma Sato Shop